# Oliviero di Paderborn
Oliviero di Paderborn (in tedesco: Oliver von Paderborn), nato Tommaso Oliviero (Thomas Oliver od Olivier) e noto anche come Oliviero di Sassonia, Oliviero di Colonia e Oliviero Scolastico (Vestfalia, 1170 circa – Otranto, 11 settembre 1227) è stato un cardinale, vescovo cattolico, predicatore e storico tedesco. Fu uno dei principali sostenitori e reclutatori delle Crociate della sua epoca, in particolare della quinta, nella quale svolse un importante ruolo come comandante e cronista.

## Biografia

### Inizi
Probabilmente originario della Vestfalia, o forse della Frisia, dal 1196 risulta appartenere al capitolo della cattedrale di Paderborn, di cui fu anche direttore della scuola.
Dal 1202 fu attivo anche come risolutore dei problemi della cattedrale di Colonia. Intorno al 1205 divenne cancelliere sotto l'arcivescovo di Colonia Bruno IV.
Nel 1207 studiò brevemente a Parigi e poi predicò la crociata contro gli Albigesi.
Dal 1209 al 1213 risiedette nuovamente nell'arcivescovado di Colonia, dove papa Innocenzo III lo chiamò a promuovere la causa della quinta crociata. Nella primavera del 1214 iniziò a predicare la crociata in Renania, nei Paesi Bassi e in Frisia, dove riuscì a reclutare migliaia di volontari che si impegnarono a prendere la croce. A Colonia i crociati cominciarono ad equipaggiare la propria flotta.

### Quinta crociata
Nel 1217 l'esercito crociato partì per la Terra Santa. Oliviero sembra essersi unito alla parte di questa forza che viaggiò lungo il Reno e il Rodano fino a Marsiglia. Da lì, i crociati si imbarcarono per l'Oltremare. Oliviero in seguito riportò nella sua cronaca, Historia Damiatina, la sequenza degli eventi che seguirono. In Terra Santa, quando nel 1218 re Andrea II d'Ungheria interruppe la crociata e tornò in Europa, il contingente frisone di Oliviero, che aveva circumnavigato la penisola iberica ed era appena arrivato, lo convinse a continuare la crociata attaccando Damietta, sul delta del Nilo in Egitto. Nell'agosto del 1218 i crociati frisoni si distinsero per aver distrutto la torre a valle di Damietta, situata in mezzo al Nilo. L'impresa fu compiuta con l'aiuto di una nave appositamente modificata sotto la direzione di Oliviero. A Damietta ricoprì anche il ruolo di segretario del legato pontificio, il cardinale Pelagio, capo spirituale della crociata.
Oliviero scrisse nella sua Historia Damiatina che nel 1219 «Prima della presa di Damietta è giunto alla nostra attenzione un libro scritto in arabo, in cui l'autore dice di non essere né ebreo né cristiano né saraceno». Questo libro è stato interpretato come una previsione della precedente cattura di Gerusalemme da parte di Saladino e dell'imminente cattura cristiana di Damietta. Anche «che un certo re dei nubiani cristiani avrebbe dovuto distruggere la città della Mecca e gettare via le ossa sparse di Maometto, il falso profeta, e alcune altre cose che non si sono ancora verificate». Secondo Ahmed Sheir «Questa lettera anonima menzionava che il figlio del Prete Gianni, re Davide, inviò i suoi emissari a liberare i prigionieri cristiani catturati in Egitto durante l'assedio di Damietta da parte dei crociati, e che poi questi vennero inviati come doni al califfo abbaside a Baghdad».
Questa fu la prima menzione di un re Davide come discendente del leggendario sovrano nestoriano che si sarebbe unito alla cristianità occidentale in uno sforzo congiunto per distruggere l'Islam. La storia del re Davide raggiunse presto proporzioni tali e generò tanto entusiasmo tra i crociati da spingerli a lanciare prematuramente un attacco al Cairo durante la stagione delle piene del Nilo, che si concluse con la loro completa sconfitta per mano dei musulmani.
Si ritiene generalmente che il libro in arabo trovato da Oliviero sia l'Apocalisse araba di Pietro, un'opera cristiana. Il libro intendeva dare speranza alla minoranza cristiana in Siria e includeva molteplici riferimenti in codice all'Islam, così come profezie sulla sua eventuale distruzione.
Successivamente, dopo che i crociati furono costretti a ritirarsi dall'Egitto nel settembre del 1221, Oliviero si trattenne fino al settembre o all'ottobre del 1222 a San Giovanni d'Acri. In questo periodo scrisse due lettere, una al sultano al-Kamil d'Egitto, l'altra agli studiosi islamici, nelle quali cercò, con l'erudizione polemica del suo tempo, di convincerli a rifiutare la fede musulmana e ad accettare invece il cristianesimo.

### Vescovo, cardinale, legato pontificio e ruolo nella sesta crociata
Ritornato in Germania, dal 1223 predicò la sesta crociata che sarebbe stata guidata dall'imperatore Federico II di Svevia.
Dopo la morte del vescovo Bernardo III di Paderborn, avvenuta il 28 marzo 1223, Oliviero venne eletto come suo successore alla sede di Paderborn. La scelta, tuttavia, fu contestata e il candidato avversario, Enrico di Brakel, prevosto di Busdorf, ricevette le insegne vescovili dal re e la conferma dall'arcivescovo di Magonza. Ma Oliviero si appellò alla Curia romana per far valere i suoi diritti e il 7 aprile 1225 venne finalmente confermato vescovo di Paderborn da papa Onorio III. Tuttavia, non trovandosi nella sua diocesi ma presso la corte papale, nel settembre 1225 fu nominato cardinale vescovo di Sabina, il che fece sì che la diocesi di Paderborn venisse dichiarata vacante.
Nel 1227 si unì, in qualità di legato pontificio, all'esercito crociato dell'imperatore Federico II che si stava radunando in Italia meridionale. Ma prima di potersi imbarcare per l'Oltremare, morì l'11 settembre 1227 a Otranto, vittima di un'epidemia scoppiata tra le truppe.